# Henri Virlogeux
Pour les articles homonymes, voir Virlogeux.
Henri Virlogeux est un acteur français, né le 22 mars 1924 à Nevers et mort le 19 décembre 1995 dans le 13e arrondissement de Paris.
Il a été particulièrement actif dans le doublage et le théâtre de boulevard.

## Biographie

### Origines
Henri Émile Georges Marie Désiré Virlogeux naît le 22 mars 1924 à Nevers dans la Nièvre.

### Formation
Sorti à 18 ans du petit séminaire de Nevers, Henri Virlogeux entreprend des études de droit à Paris ; puis il suit les cours de Charles Dullin — qui lui conseille de commencer tard sa carrière — et se produit dans des cabarets de la rive gauche. 

### Carrière

#### Théâtre
Au début des années 1950, Henri Virlogeux intègre la compagnie Grenier-Hussenot au théâtre Marigny puis le TNP de Jean Vilar où il rencontre Véronique Silver qu’il épouse en 1954.
En 1956, Henri Virlogeux joue dans Nemo[Quoi ?], coécrit et met en scène Six Hommes en question (1963) conjointement avec Robert Hossein, puis joue avec Jacqueline Maillan dans Croque-monsieur (1964) de Marcel Mithois pour 1 700 représentations. Il joue dans L'Avare de Molière et se joint à la compagnie Renaud-Barrault pour Rabelais (1968).

#### Télévision
À la télévision, on voit notamment Henri Virlogeux dans Les Rois maudits (1972), réalisé par Claude Barma, Le Comte de Monte-Cristo (1979-1980) de Denys de la Patellière et dans La Chambre des dames (1983) de Yannick Andréi ; il apparaît aussi dans de nombreuses séries policières comme Les Enquêtes du commissaire Maigret, épisode de Philippe Laïk, ou encore Les Cinq Dernières Minutes.
Il interpréte, au début des années 1970, Herlock Sholmès, pastiche français de Sherlock Holmes dans la série télévisée (1971-1974) de la 2e chaîne de l'ORTF, Arsène Lupin, aux côtés de Georges Descrières, Roger Carel et Bernard Giraudeau. Dans Terres gelées (diffusé en 1997) de Maurice Frydland, le dernier film qu'il tourne pour la télévision, il joue aux côtés de Véronique Silver, son épouse.

#### Cinéma
Henri Virlogeux tourne une cinquantaine de films : avec Henri Verneuil dans Mélodie en sous-sol (1963) aux côtés d'Alain Delon et Jean Gabin ; avec Gérard Oury dans Le Corniaud (1965) aux côtés de Louis de Funès…

#### Doublage
Henri Virlogeux participe à de nombreux doublages dont le Wilhuff Tarkin (acteur : Peter Cushing), dans Star Wars, épisode IV : Un nouvel espoir (1977) puis l'empereur Palpatine (acteur : Ian McDiarmid) dans Le Retour du Jedi (1983).

### Mort
Henri Virlogeux meurt à l'âge de 71 ans le 19 décembre 1995 à Paris 13e. Il est crématisé au cimetière du Père-Lachaise.

## Filmographie

### Cinéma
- 1956 : Le Septième Commandement de Raymond Bernard : le garçon d'étage de province
- 1957 : Le Coin tranquille de Robert Vernay : le cantonnier
- 1958 : Échec au porteur de Gilles Grangier : le portier de l'hôtel
- 1958 : C'est la faute d'Adam de Jacqueline Audry
- 1958 : Le Septième Ciel de Raymond Bernard : le garçon de café
- 1958 : L'École des cocottes de Jacqueline Audry : un employé du Racinet
- 1958 : Madame et son auto de Robert Vernay : Lapointe
- 1959 : Les Quatre Cents Coups de François Truffaut : le veilleur de nuit
- 1959 : Le Secret du chevalier d'Éon de Jacqueline Audry : Frédéric II, roi de Prusse
- 1960 : Au cœur de la ville de Pierre Gautherin
- 1960 : Arrêtez les tambours de Georges Lautner : le bassiste
- 1960 : La Corde raide de Jean-Charles Dudrumet : le brancardier
- 1961 : La Famille Fenouillard d'Yves Robert : le commandant
- 1961 : Un nommé La Rocca de Jean Becker : Ficelle
- 1962 : Horace 62 d'André Versini
- 1962 : C'est pas moi, c'est l'autre de Jean Boyer : Pierjan
- 1962 : Les Sept Péchés capitaux de Philippe de Broca : Antonin (sketch La Gourmandise)
- 1962 : Arsène Lupin contre Arsène Lupin d'Édouard Molinaro : Ganimard
- 1963 : Carambolages de Marcel Bluwal : Brossard
- 1963 : Le Vice et la Vertu de Roger Vadim : l'intellectuel joueur d'échecs, président du tribunal
- 1963 : Mélodie en sous-sol d'Henri Verneuil : Mario
- 1963 : Le Jour et l'Heure de René Clément : Legendre, le pharmacien
- 1963 : Le Magot de Josefa de Claude Autant-Lara : Charquin
- 1963 : Le Bon Roi Dagobert de Pierre Chevalier : l'instituteur
- 1964 : Le Grenier aux souvenirs : Le Train du souvenir de Claude-Yvon Leduc - court métrage -
- 1964 : L'Enfer d'Henri-Georges Clouzot : Dr Arnoux
- 1964 : Banco à Bangkok pour OSS 117 d'André Hunebelle : Leasock
- 1964 : Patate de Robert Thomas : Pr Bichard
- 1964 : Les Gorilles de Jean Girault : le second gardien à la Santé
- 1965 : Le Corniaud de Gérard Oury : un gangster
- 1965 : Un milliard dans un billard de Nicolas Gessner : Picard
- 1965 : L'Or du duc de Jacques Baratier
- 1965 : Les Bons Vivants de Gilles Grangier : segment La Fermeture : le médecin
- 1966 : On a volé la Joconde (Il Ladro della Gioconda) de Michel Deville : le conservateur
- 1966 : Le Saint prend l'affût de Christian-Jaque : Oscar Chartier
- 1967 : Le Fou du labo 4 de Jacques Besnard : un savant
- 1967 : Le Dimanche de la vie de Jean Herman : M. Balustre
- 1968 : Un drôle de colonel de Jean Girault : Trilby Beach
- 1968 : Caroline chérie de Denys de La Patellière : Dr Guillotin
- 1968 : Le Tatoué de Denys de La Patellière : Dubois, le peintre
- 1969 : La Folle de Chaillot (The Madwoman of Chaillot) de Bryan Forbes : The Peddler
- 1969 : Les Femmes de Jean Aurel : le maire (voix uniquement)
- 1969 : Les Patates de Claude Autant-Lara : Parizel père
- 1969 : Poussez pas grand-père dans les cactus de Jean-Claude Dague : le docteur Binz
- 1972 : Trop jolies pour être honnêtes (Quatre souris pour un hold-up) de Richard Balducci : Gaëtan, le père de Bernadette
- 1976 : L'Année sainte de Jean Girault : le commissaire Barbier
- 1977 : Le mille-pattes fait des claquettes de Jean Girault : le deuxième gardien du Louvre
- 1977 : Mort d'un pourri de Georges Lautner : Paul
- 1978 : L'Exercice du pouvoir de Philippe Galland : Victor Brisquet
- 1978 : L'Associé de René Gainville : Urioste
- 1980 : Alors... Heureux ? de Claude Barrois : le père de Pierre
- 1980 : Cherchez l'erreur... de Serge Korber : le directeur
- 1981 : Signé Furax de Marc Simenon : le passant égaré
- 1981 : Les Années lumière d'Alain Tanner : Lawyer
- 1983 : Flics de choc de Jean-Pierre Desagnat : Barraud, le chauffeur de taxi
- 1985 : La Tentation d'Isabelle de Jacques Doillon : le père d'Isabelle
- 1986 : La Gitane de Philippe de Broca : le vieux Gitan
- 1988 : Au sud du monde de Bernard Aubouy et Claire Lusseyran - documentaire, voix uniquement
- 1988 : Quel temps fait-il ? de Laurence Moustier - court métrage
- 1989 : La Roue court métrage d'Hugues Fontaine: narrateur
- 1990 : La Guerre des toiles court métrage de Philippe Bérenger
- 1991 : Ennui mortel court métrage de Philippe Bérenger
- 1991 : L'Ordinateur amoureux d'Henri Helman : Constantin Gerfaut
- 1993 : La Joie de vivre de Roger Guillot : Cent-à-l'heure

### Télévision
- 1960 : Les Joueurs de Marcel Bluwal : Zamoukhrichkine
- 1961 : Le Théâtre de la jeunesse : Gaspard ou le petit tambour de la neige de Claude Santelli, réalisation Jean-Pierre Marchand
- 1961 : Le Théâtre de la jeunesse : Le Capitaine Fracasse d'après Le Capitaine Fracasse de Théophile Gautier, réalisation François Chatel
- 1961 : L'Amour des trois oranges de Pierre Badel : Zelon
- 1961 : Les Deux orphelines : Picard
- 1961 : Le Mariage de Figaro de Marcel Bluwal : Antonio le jardinier
- 1962 : Le Théâtre de la jeunesse : Gargantua d'après Rabelais, réalisation Pierre Badel : Hastiveau
- 1964 : Le Théâtre de la jeunesse : Le Magasin d'antiquités de René Lucot
- 1964 : La Mégère apprivoisée de Pierre Badel : Hortensio
- 1964 : Rocambole de Jean-Pierre Decourt (2e époque) : Bob
- 1964 : Fables de La Fontaine : Le Chat, la Belette et le Petit Lapin de Hervé Bromberger
- 1965 : La Misère et la gloire d'Henri Spade
- 1965 : Génousie de Claude Loursais : Dr de Suff
- 1965 : Ubu roi de Jean-Christophe Averty : le roi Venceslas
- 1965 : Le train bleu s'arrête 13 fois de Émile Roussel, épisode : Dijon, premier courrier
- 1966 : Rouletabille chez les Bohémiens, de Robert Mazoyer : Féodor
- 1966 : Le Chevalier d'Harmental de Jean-Pierre Decourt : l'abbé Dubois
- 1966 : La Fille du Régent de Jean-Pierre Decourt : l'abbé Dubois
- 1966 : Edmée de Jean-Marie Coldefy : Léon
- 1966 : Beaumarchais ou 60000 fusils de Marcel Bluwal : Larcher
- 1966 : Orion le tueur de Georges Folgoas : le comte Horace de Longval
- 1967 : Anna de Pierre Koralnik : l'homme du banc
- 1967 : Max le débonnaire : segment De quoi je me mêle d'Yves Allégret
- 1967 : L'Ami Fritz de Georges Folgoas : David Sichel
- 1967 : Valmy d'Abel Gance, Jean Chérasse
- 1967 : Les Sept de l'escalier 15 de Georges Régnier : le gardien, M.Albertini, et son chien Ravachol
- 1967 : Vidocq de Marcel Bluwal, Le Mariage de Vidocq : le fonctionnaire
- 1968 : Sarn de Claude Santelli : Beguildy
- 1968 : L'Homme de l'ombre de Guy Jorré, épisode : l'Engrenage, (série télévisée)
- 1968 : Le Bourgeois gentilhomme de Pierre Badel : le maître de philosophie
- 1969 : Le Songe d'une nuit d'été de Jean-Christophe Averty : Égée
- 1969 : Que ferait donc Faber ? de Dolorès Grassian
- 1969 : Candice, ce n'est pas sérieux de Lazare Iglesis : Jefferson
- 1969 : La Robe mauve de Valentine de Robert Crible : Me Fleurt
- 1969 : La Veuve rusée (de Carlo Goldoni), de Jean Bertho : le docteur
- 1970 : Les Fiancés de Loches de Pierre Badel : Séraphin
- 1970 : Pierre de Ronsard, gentilhomme vendômois de Georges Lacombe : Ronsard âgé
- 1970 : Le chien qui a vu Dieu de Paul Paviot : Spirito
- 1971 : Si j'étais vous d'Ange Casta : Fruges
- 1971-1974 : Arsène Lupin : Herlock Sholmes
- 1971-1974 : Schulmeister, l'espion de l'empereur de Jean-Pierre Decourt : Fouché
- 1972 : Le Tricorne de Jean-Paul Roux : le gouverneur
- 1972 : Le Sagouin de Serge Moati : Galeas
- 1972 : La Feuille d'érable : 3000 soldats, une fille
- 1972 : Les Évasions célèbres : l'esclave Gaulois de Jean-Pierre Decourt : Grégoire
- 1972 : Mauprat de Jacques Trébouta : Patience
- 1972 : Les Cinq Dernières Minutes, épisode Chassé-croisé de Claude Loursais : Joachim Prinquiau, dit « le vieux »
- 1972 : Les Rois maudits de Claude Barma : le cardinal Duèze - Jean XXII
- 1973 : Le Masque aux yeux d'or de Paul Paviaut : le général Verdon
- 1973 : Pierre et Jean de Michel Favart : Marowko
- 1973 : L'Alphomega de Lazare Iglesis : Tonton
- 1973 : Histoire d'une fille de ferme de Claude Santelli : Théodule
- 1973 : L'Hiver d'un gentilhomme de Yannick Andréi : le baron Jérôme de Sagne
- 1973 : Le Mauvais de Paul Paviot : Cyprien
- 1974 : Les Cinq Dernières Minutes, de Claude Loursais, épisode Rouges sont les vendanges : Chalumeau
- 1974 : Le Pain noir de Serge Moati : Jean Charron
- 1975 : Le Voyage en province de Jacques Tréfouël : le père de Lydia
- 1975 : Tous les jours de la vie de Maurice Frydland : le professeur Lavigne
- 1975 : Le Mystère Frontenac de Maurice Frydland
- 1975 : Léopold le bien-aimé de Georges Wilson : l'abbé
- 1975 : Le Cigalon de Georges Folgoas : le brigadier
- 1976 : La Chronique des Dubois de Claude Caron, Jean-Jacques Goron : Sigivald
- 1976 : Les Cinq Dernières Minutes, épisode Le Collier d'épingles de Claude Loursais : Blaise
- 1976 : Le Cousin Pons de Guy Jorré : le cousin Pons
- 1977 : Un crime de notre temps de Gabriel Axel : Bernard Revest
- 1977 : D'Artagnan amoureux feuilleton de Yannick Andréi : Richelieu
- 1977 : Au théâtre ce soir : L'Archipel Lenoir d'Armand Salacrou, mise en scène René Clermont, réalisation Pierre Sabbagh, théâtre Marigny : le grand-père
- 1978 : Derniers Témoins Riom, le procès boomerang : Léon Blum
- 1978 : L'Avare de Jean Pignol : Harpagon
- 1979 : Le Roi qui vient du sud feuilleton de Marcel Camus & Heinz Schirk (de) : Henri IV
- 1979 : Staline-Trotsky : Le Pouvoir et la révolution d'Yves Ciampi : Léon Trotski
- 1979 : Histoires de voyous: Le Concierge revient tout de suite de Michel Wyn : le concierge
- 1979 : Azouk de Jean-Christophe Averty : le grand-père
- 1979 : Le Comte de Monte-Cristo de Denys de La Patellière : l'abbé Faria
- 1980 : Tchaou et Grodo (Hoero! Bunbun) série télévisée de Shigeru Ohmachi : voix de Grodo
- 1980 : Caméra une première (série TV) - saison 3 épisode 6: Pollufission 2000 de Jean-Pierre Prévost : Folk
- 1980 : Le Barbier de Séville de Jean Pignol : Bartholo
- 1980 : George Dandin ou le Mari confondu d'Yves-André Hubert : George Dandin
- 1981 : Blanc, bleu, rouge de Yannick Andréi : le docteur Malahougue
- 1981 : Le Boulanger de Suresnes de Jean-Jacques Goron : le boucher
- 1981 : La Ville noire de Jacques Tréfouel : Laguerre
- 1981 : Le Rembrandt de Verrières de Pierre Goutas : Paul Baulin
- 1981 : Antoine et Julie de Gabriel Axel : le père Sugond
- 1981 : Minoïe de Jean Jabely & Philippe Landrot : voix
- 1981 : Peer Gynt de Bernard Sobel : un homme
- 1982 : Deuil en vingt-quatre heures de Frank Cassenti
- 1982 : Caméra une première (série télévisée) - saison 4 épisode 2 : En votre aimable règlement de Jean-Claude Charnay : Bouffandeau
- 1982 : Marion épisode : Qui trop efface : Barnabé
- 1982 : Marion épisode : Michel Bailleul, architecte naval : Barnabé
- 1982 : L'Australienne d'Yves-André Hubert : Scipion
- 1982 : Malesherbes, avocat du roi d'Yves-André Hubert : Chrétien Guillaume de Lamoignon de Malesherbes
- 1982 : Le Serin du major d'Alain Boudet : le baron
- 1983 : Les Cinq Dernières Minutes, épisode : À bout de course de Claude Loursais : Valentin Martial
- 1983 : La Chambre des dames de Yannick Andréi : Étienne Brunel
- 1984 : Tu peux toujours faire tes bagages de Jacques Krier : André
- 1984 : L'Instit série télévisée de Gérard Gozlan : Georges Pralin
- 1984 : Emmenez-moi au théâtre : Croque-Monsieur de Marcel Mithois, réalisation Yannick Andréi : Anatole Lonvy
- 1984 : Jacques le fataliste et son maître de Claude Santelli : M. Gousse
- 1985 : Le Petit Théâtre d'Antenne 2 : Le Déjeuner marocain de Jules Romains, réalisation Pierre Badel
- 1985 : Colette de Gérard Poitou-Weber : le capitaine Colette
- 1986 : Félicien Grevèche de Michel Wyn : l'abbé Perraud
- 1987 : Les Cinq Dernières Minutes, épisode Une paix royale de Gérard Gozlan : François de Kerhalec
- 1989 : Olympe de nos amours de Serge Moati : Pantalon
- 1989 : Les Enquêtes du commissaire Maigret, épisode : Maigret et l'Inspecteur malgracieux de Philippe Laïk : Lognon, l'inspecteur malgracieux
- 1989 : Le Masque Les Yeux en bandoulière de Pierrick Guinard : M. Choppard
- 1989 : Si Guitry m'était conté Le Veilleur de nuit d'Alain Dhénaut
- 1990 : Ivanov d'Arnaud Sélignac : Chabelski
- 1990 : Euroflics (Eurocops) épisode : Ligne d'enfer de Gérard Gozlan
- 1990 : Les Cinq Dernières Minutes, épisode Hallali de Patrick Bureau : Kronos
- 1990 : Les Cinq Dernières Minutes, épisode Ça sent le sapin : Julien
- 1991 : Maxime et Wanda : Une révolution clé en main d'Henri Helman : Octave
- 1991 : L'Amant de ma sœur de Pierre Mondy : Raphaël
- 1992 : L'Affaire Salengro de Denys de La Patellière : Léon Blum
- 1992 : Poivre et Sel de Paul Siegrist : Henri
- 1993 : Pris au piège de Michel Favart : Jean-Baptiste Pinelli
- 1993 : Amour fou de Roger Vadim : le curé Lefèvre
- 1994 : Chèques en boîte de Nicolas Gessner : Émile
- 1994 : Le Dernier Tour de Thierry Chabert : Foulandélire
- 1995 : Terres gelées de Maurice Frydland : Marcaroles
- 1995 : Les Vacances de l'inspecteur Lester d'Alain Wermus : le comte Henri
- 1995 : Maxime et Wanda : Les Belles Ordures de Claude Vital : Octave
- 1995 : Maxime et Wanda : L'homme qui n'en savait pas assez de Joël Séria : Octave

## Théâtre
- 1956 : Nemo d'Alexandre Rivemale, mise en scène Jean-Pierre Grenier, théâtre Marigny
- 1956 : L'Hôtel du libre échange de Georges Feydeau, mise en scène Jean-Pierre Grenier, théâtre Marigny
- 1957 : La Visite de la vieille dame de Friedrich Dürrenmatt, mise en scène Jean-Pierre Grenier, théâtre Marigny
- 1957 : Périclès, prince de Tyr de William Shakespeare, mise en scène René Dupuy, théâtre de l'Ambigu
- 1958 : L'Étonnant Pennypacker de Liam O'Brien, adaptation Roger Ferdinand, mise en scène Jean-Pierre Grenier, théâtre Marigny
- 1959 : Le Vélo devant la porte adaptation Marc-Gilbert Sauvajon d'après Desperate Hours de Joseph Hayes, mise en scène Jean-Pierre Grenier, théâtre Marigny
- 1959 : Les Bâtisseurs d'empire de Boris Vian, mise en scène Jean Négroni, théâtre Récamier
- 1960 : Un garçon d'honneur d'Antoine Blondin et Paul Guimard d'après Le Crime de Lord Arthur Saville d'Oscar Wilde, mise en scène Claude Barma, théâtre Marigny
- 1960 : Lettre morte de Robert Pinget, mise en scène Jean Martin, théâtre Récamier
- 1960 : Le Mobile d'Alexandre Rivemale, mise en scène Jean-Pierre Grenier, théâtre Fontaine
- 1962 : Johnnie Cœur de Romain Gary, mise en scène François Périer, théâtre de la Michodière
- 1962 : La Foire d'empoigne de Jean Anouilh, mise en scène de l'auteur et de Roland Piétri, avec Paul Meurisse, Comédie des Champs-Élysées
- 1963 : Six Hommes en question de Frédéric Dard & Robert Hossein, mise en scène Robert Hossein, théâtre Antoine
- 1963 : Sémiramis de Marc Camoletti, mise en scène Michel de Ré, théâtre Édouard-VII
- 1964 : Croque-monsieur de Marcel Mithois, mise en scène Jean-Pierre Grenier, théâtre Saint-Georges jouée mille sept cents fois avec Jacqueline Maillan et reprise en 1984 sur Antenne 2
- 1966 : La Bouteille à l'encre d'Albert Husson, mise en scène Jean-Pierre Grenier, théâtre Saint-Georges
- 1967 : Chaud et froid de Fernand Crommelynck, mise en scène Pierre Franck, théâtre de l'Œuvre
- 1967 : Saint-Dupont de Marcel Mithois, mise en scène Jean-Pierre Grenier, théâtre de la Renaissance
- 1969 : Rabelais, mise en scène de J-L Barrault, Cie Renault-Barrault, Élysée-Montmartre.
- 1970 : Jarry sur la butte, mise en scène de J- Barrault, Cie Renault-Barrault, Élysée-Montmartre.
- 1970 : Homme pour homme de Bertolt Brecht, mise en scène Jacques Rosner, théâtre de la Cité Villeurbanne[4]
- 1973 : L'Île pourpre de Mikhaïl Boulgakov, mise en scène Jorge Lavelli, théâtre de la Ville
- 1973 : L'Avare de Molière, mise en scène Georges Werler
- 1974 : Trotsky à Coyoacan de Hartmut Lange, mise en scène André Engel
- 1975 : Coquin de coq de Seán O'Casey, mise en scène Guy Rétoré, Festival d'Avignon
- 1978 : Maître Puntila et son valet Matti de Bertolt Brecht, mise en scène Guy Rétoré, théâtre de l'Est parisien
- 1979 - 1980 : Les Aiguilleurs de Brian Phelan, - avec Jacques Dufilho comme partenaire
- 1981 : Ai-je dit que je suis bossu ? de François Billetdoux, mise en scène Roger Blin, théâtre Montparnasse
- 1981 : Peer Gynt d'Henrik Ibsen, mise en scène Patrice Chéreau, TNP Villeurbanne, théâtre de la Ville
- 1982 : Le Fauteuil à Bascule de Jean-Claude Brisville, mise en scène Jean-Pierre Miquel, théâtre du Petit-Odéon
- 1984 : L'Illusion comique de Corneille, mise en scène Giorgio Strehler, théâtre de l'Odéon
- 1985 :L'Entretien de M. Descartes avec M. Pascal le jeune de Jean-Claude Brisville, mise en scène Jean-Pierre Miquel, théâtre de l'Odéon
- 1985 : L'Illusion comique de Corneille, mise en scène Giorgio Strehler, théâtre de l'Odéon
- 1987 : Le Fauteuil à Bascule de Jean-Claude Brisville, mise en scène Pierre Boutron, Studio des Champs-Élysées
- 1988 : Les Trois Sœurs d’Anton Tchekhov, mise en scène Maurice Bénichou, Festival d'Avignon
- 1989 : Les Meilleurs Amis d'Hugh Whitemore, avec Guy Tréjan, et Edwige Feuillère, Comédie des Champs-Élysées
- 1990 : La Cuisse du steward de et mise en scène Jean-Michel Ribes, théâtre de la Renaissance
- 1991 : L'Antichambre de Jean-Claude Brisville, mise en scène Jean-Pierre Miquel, théâtre de l'Atelier
- 1992 : L'Antichambre de Jean-Claude Brisville, mise en scène Jean-Pierre Miquel, théâtre de Nice
- 1993 : L'Antichambre de Jean-Claude Brisville, mise en scène Jean-Pierre Miquel, théâtre des Célestins
- 1995 : Maître de Thomas Bernhard, mise en scène Jean-Luc Boutté, théâtre Hébertot

## Doublage

### Films
- 1925[5] : La Ruée vers l'or : le narrateur (Charlie Chaplin)
- 1959[6] : Totò à Madrid : José (José Guardiola)
- 1964 : Au revoir, Charlie : Sir Leopold Sartori (Walter Matthau)
- 1965 : Chère Brigitte : le capitaine (Ed Wynn)
- 1966 : Le Bon, la Brute et le Truand : l'armurier (Enzo Petito)
- 1966 : Un mort en pleine forme : Peacock (Wilfrid Lawson)
- 1966 : Deux Minets pour Juliette ! : la voix du monstre du dessin animé (Lennie Weinrib)
- 1966 : Notre homme Flint : le Dr Krupov (Rhys Williams)
- 1967 : Sept Secondes en enfer : Doc Holliday (Jason Robards)
- 1967 : La mort était au rendez-vous : l'ancien pasteur (Ignazio Leone)
- 1967 : La Mégère apprivoisée : Baptista (Michael Hordern)
- 1967 : Les Monstres de l'espace : le bibliothécaire de l'abbaye (Noel Howlett)
- 1967 : Camelot : le roi Pellinore (Lionel Jeffries)
- 1968 : Chitty Chitty Bang Bang : Grandpa Potts (Lionel Jeffries)
- 1968 : L'Amour à cheval : Pr Zauri (Paolo Stoppa)
- 1969 : Reivers : Oncle Ike (Raymond Guth)
- 1970 : Rio Lobo : le père Philips (Jack Elam)
- 1971 : L'Apprentie sorcière : le libraire
- 1971 : Le Dossier Anderson : Pop, le grand-père (Stan Gottlieb)
- 1971 : Orange mécanique : le clochard (Paul Farrell)
- 1971 : Le Baron rouge : le major Oswald Boelcke (Peter Masterson)
- 1972 : Guet-apens : le conducteur du camion (Tommy Bush (en))
- 1972 : Délivrance : le vieux pompiste (Ed Ramey)
- 1972 : Les Griffes du lion : le narrateur (Simon Ward)
- 1972 : Gunn la gâchette : Gunn (Jim Brown)
- 1973 : Amarcord : l'avocat (Luigi Rossi)
- 1973 : Les Trois Mousquetaires : M. Bonacieux (Spike Milligan)
- 1974 : Le Parrain II : le président du comité au Sénat (William Bowers) (1er doublage)
- 1975 : Barry Lyndon : le capitaine Feeny (Arthur O'Sullivan)
- 1976 : L'âge de cristal : le robot Box
- 1976 : Les Tsiganes montent au ciel : Makar Ciudra (Barasbi Mulayev)
- 1977 : Les duellistes : l'homme borgne (Arthur Dignam)
- 1977 : La Guerre des étoiles : Wilhuff Tarkin (Peter Cushing)
- 1981 : Reds : voix de divers témoins masculins
- 1983 : Le Retour du Jedi : l'Empereur Palpatine (Ian McDiarmid)[3]
- 1986 : Pirates : le capitaine Thomas Bartholomew Red (Walter Matthau)
- 1986 : Le Nom de la rose : Ubertin de Casale (William Hickey)
- 1988 : La Dernière Tentation du Christ : Satan (Leo Marks)
- 1988 : Milagro : Amarante Cordova (Carlos Riquelme)
- 1991 : Les Aventures de Rocketeer : Peabody (Alan Arkin)

#### Films d'animation
- 1969 : Tintin et le Temple du Soleil : un savant
- 1970 : Aladin et la lampe merveilleuse : le magicien d'Afrique
- 1972 : Tintin et le Lac aux requins : le Professeur Tournesol
- 1976 : Les Douze Travaux d'Astérix : Panoramix et Iris, le magicien égyptien
- 1978 : La Ballade des Dalton : Tom O'Connor, le chercheur d'or
- 1982 : Vincent : le narrateur (Vincent Price)
- 1988 : Le Petit Dinosaure et la Vallée des merveilles : le narrateur et Plocus (1er doublage)
- 1993 : Les Quatre Dinosaures et le Cirque magique : Pr Bon Œil

## Distinctions
- Molières 1990 : nomination au Molière du comédien dans un second rôle pour Ivanov
- Molières 1992 : Molière du comédien pour L'Antichambre
- 1995 : prix Plaisir du théâtre
- 1995 :  Commandeur de l'ordre des Arts et des Lettres[7]